# Guanidiniumcarbonat
Guanidiniumcarbonat ist eine chemische Verbindung aus der Gruppe der Guanidiniumsalze.

## Gewinnung und Darstellung
Guanidiniumcarbonat kann durch Reaktion von Guanidinthiocyanat mit Kaliumcarbonat oder durch Reaktion von Nitroguanidin mit Ammoniumcarbonat gewonnen werden.

## Eigenschaften
Guanidiniumcarbonat ist ein brennbarer, schwer entzündbarer, feuchtigkeitsempfindlicher, kristalliner, weißer, geruchloser Feststoff, der leicht löslich in Wasser ist. Seine wässrige Lösung reagiert stark alkalisch.
Er besitzt eine tetragonale Kristallstruktur mit der Raumgruppe P41212 (Raumgruppen-Nr. 92).

## Verwendung
Guanidiniumcarbonat wird als starke organische Base und organisches Zwischenprodukt in Seifen und Kosmetikprodukten sowie in der Textilindustrie eingesetzt. Es wird auch zur Herstellung von Feinchemikalien und in Haarwaschmitteln verwendet. Es wird in verschiedenen Branchen eingesetzt, um verschiedene Zwecke zu erfüllen, wie z. B. in Kosmetika als Haarrelaxans, welches das Haar glättet, indem es dieses chemisch entkräuselt, in Waschmitteln als synergistisches Mittel und für Mikroverkapselungsverfahren für Selbstdurchschreibepapier.